# Día Nacional de la Libertad Religiosa
El Día Nacional de la Libertad de Religión se celebra en varios países con diferentes énfasis de más o menos separación Iglesia-Estado.

## Estados Unidos
Este día se conmemora la adopción del  Estatuto por la libertad de religión en Virginia de Thomas Jefferson por parte de la Asamblea General de Virginia el 16 de enero de 1786.
Este documento se volvió vital para sentar las bases de la separación iglesia-estado que llevó a la libertad de religión para todos los estadounidenses, tal y como se protege en la Primera enmienda de la constitución de Estados Unidos.
El día de la libertad de religión se proclama oficialmente el 16 de enero de cada año en una declaración por parte del presidente de Estados Unidos.

## Colombia
Se celebra el 4 de julio por decreto presidencial, para celebrar la aconfesionalidad del Estado, y la facilitación por parte de este, para que los ciudadanos participen en iglesias y confesiones religiosas.